# Saint-Côme (Kanada)
Saint-Côme – kanadyjska miejscowość i ośrodek narciarski położony w prowincji Quebec. Administracyjnie jest częścią gminy Matawinie. Według spisu ludności z 2011 roku miejscowość liczyła 2198 mieszkańców. Dla ponad 90% mieszkańców pierwszym językiem jest język francuski.
Regularnie odbywają się tu zawody Pucharu Świata w narciarstwie dowolnym.